# Katowice

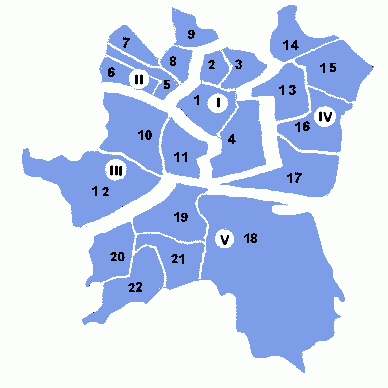
De indeling van Katowice

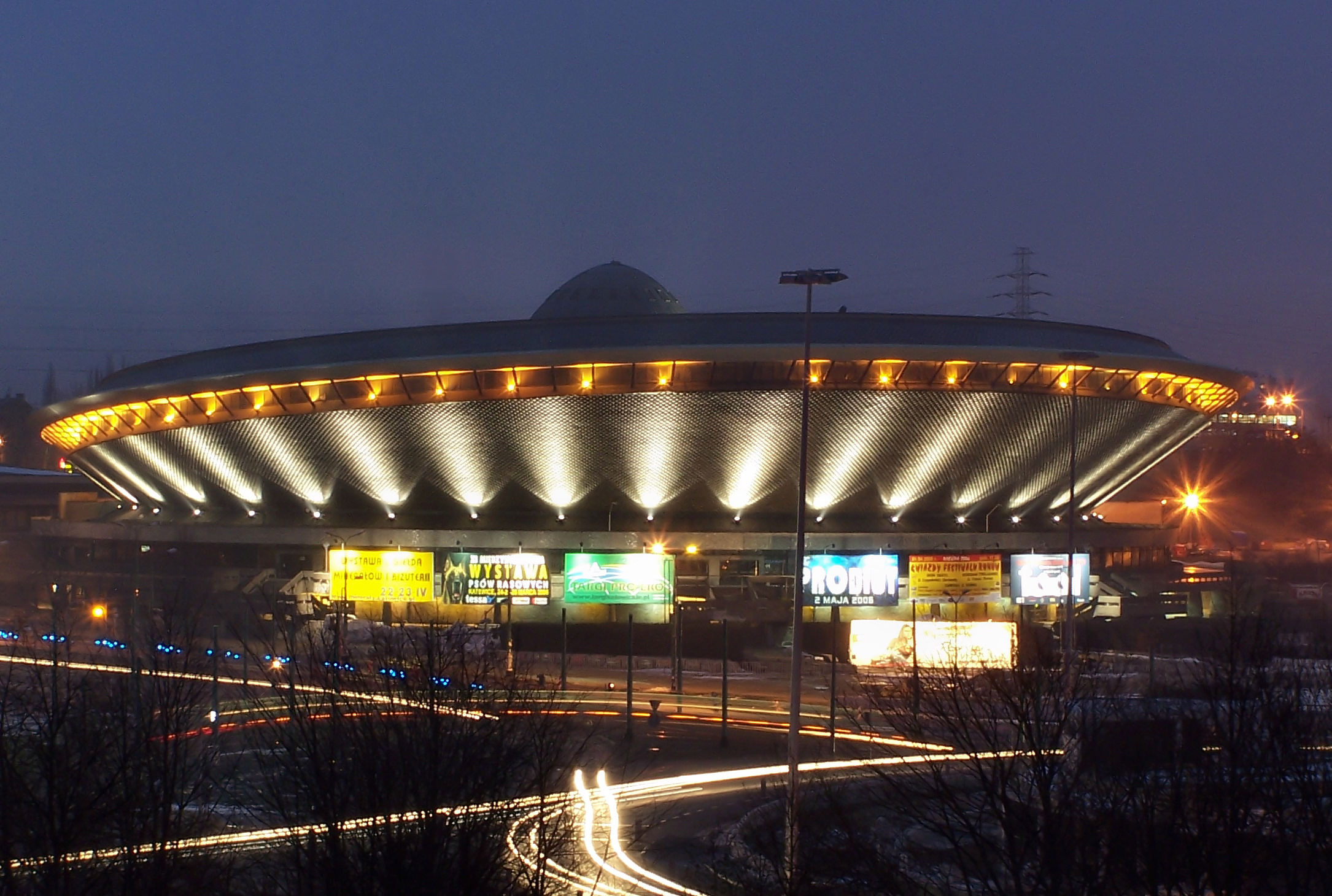
De Spodek-arena bij nacht

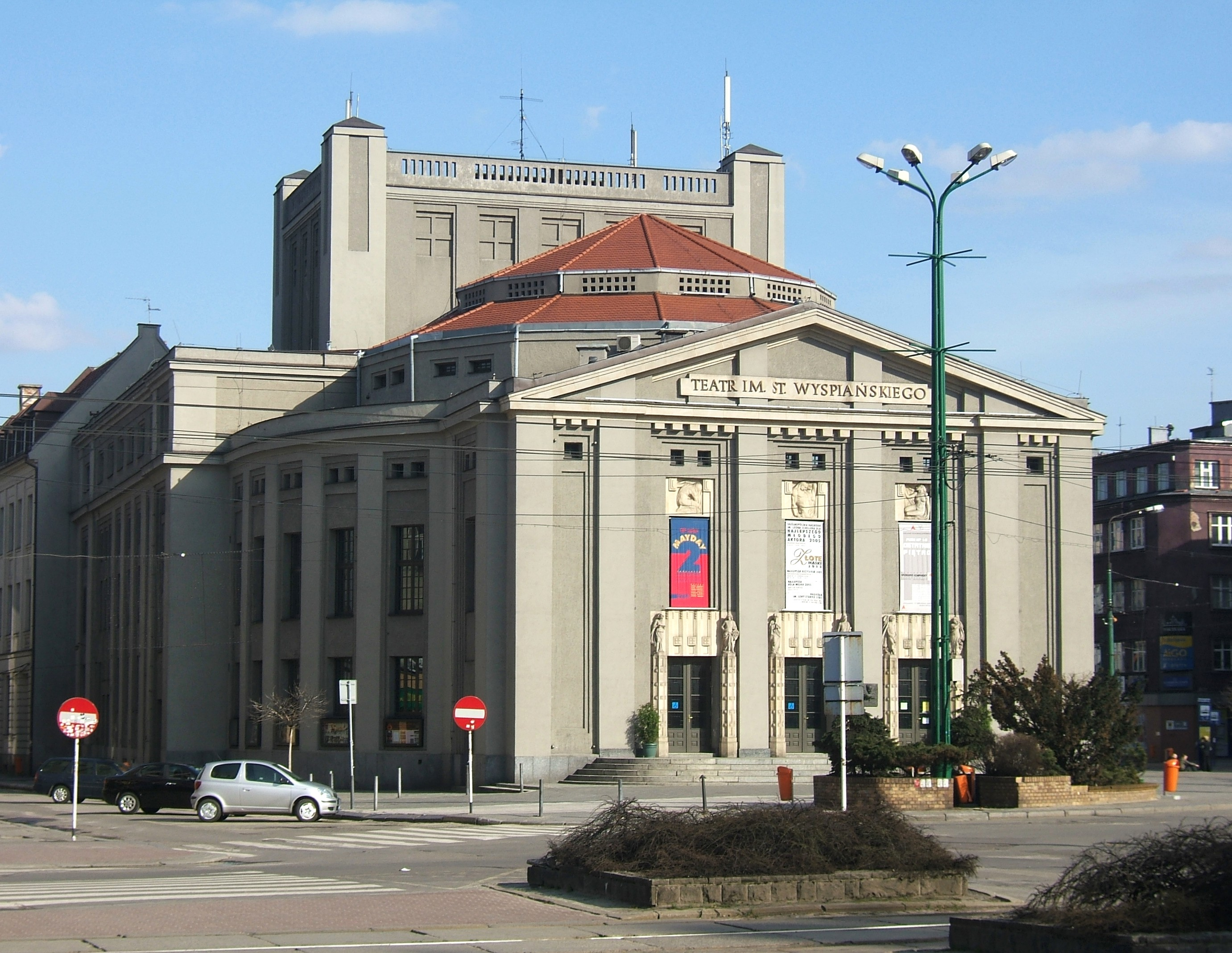
Silezisch Theater

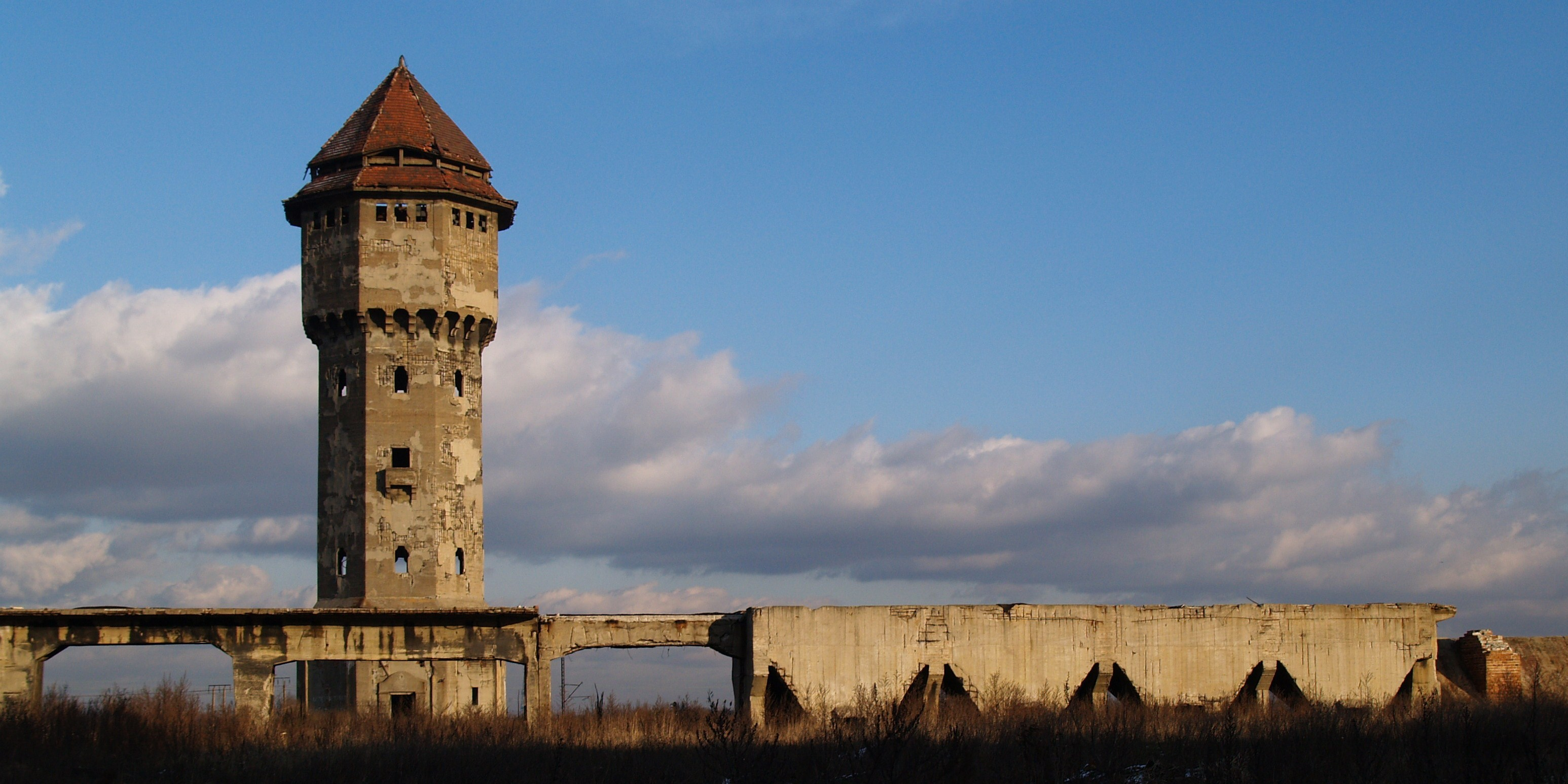
Voormalige staalfabriek met watertoren in de wijk Szopienice

Katowice (uitspraak: [katɔ'vʲitsɛ], ong. katovietse; 1953-1956 Stalinogród; Duits: Kattowitz) is de hoofdstad van de Poolse woiwodschap (provincie) Silezië.
De stad heeft 298.111 inwoners (2016) en vormt het centrum van het industriegebied van Opper-Silezië, dat met 3 à 3,5 miljoen inwoners de grootste agglomeratie van Polen vormt, groter dan de agglomeratie Warschau.
In de stad bevindt zich de Universiteit van Silezië in Katowice.

## Geschiedenis

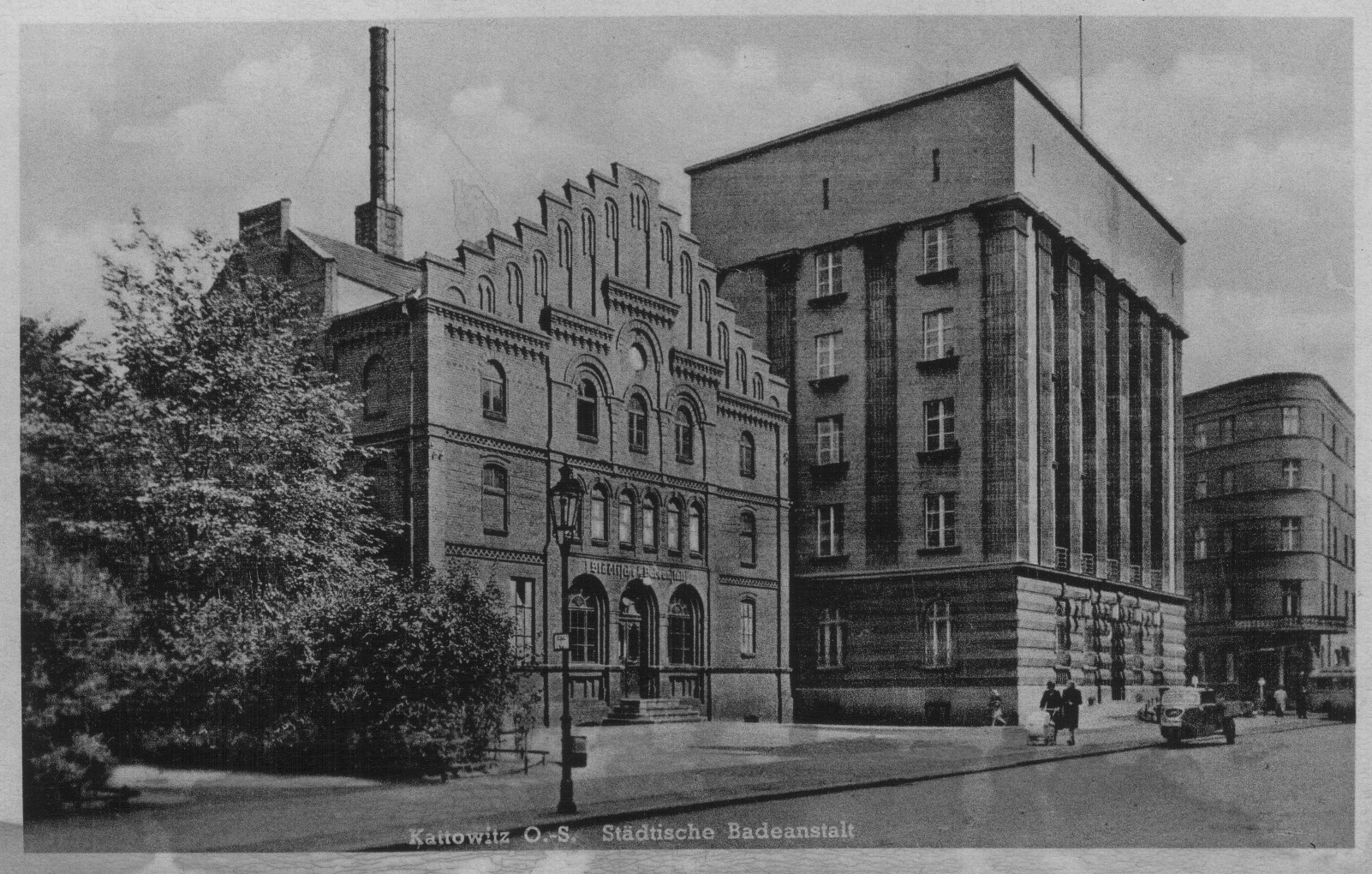
Stadsbadhuis in Kattowitz, ca. 1910

In de zestiende eeuw werd pas voor het eerst het dorp Katowicze vermeld, terwijl naburige dorpen al vanaf 1300 genoemd werden. Na een periode waarin Silezië eerst onder de Boheemse koningen kwam, kregen de Habsburgers als koningen van Bohemen het oppergezag van 1526 tot 1742 deel van het Habsburgse Rijk. Silezië was daarmee een Oostenrijkse provincie. In 1742 moest het echter na de Silezische Oorlog afgestaan worden aan het koninkrijk Pruisen. Kattowitz werd pas van belang door de industrialisering in de negentiende eeuw. De ‘oberschlesische Eisenbahn’ legde in 1846 de eerste spoorlijn aan. De industrialisatie groeide van kleinschalige ijzerproductie in korte tijd zeer snel tot internationale omvang en dat was aanleiding voor Rusland om in 1893 tollen te verhogen voor de goederen die vanuit Duitsland geïmporteerd werden. Een economische ineenstorting dreigde maar een handelsverdrag kon de situatie weer in evenwicht brengen en sindsdien versterkte vooral de zware industrie zich en werden er internationale handelsondernemingen in de stad gevestigd. Ook openbare bestuursinstellingen werden toen verlegd naar Kattowitz. De monumentale Gründerzeit-architectuur getuigt nog steeds van deze bloeiperiode  waarin de bevolking met tienduizenden immigranten uit de omgeving en uit het aangrenzende Russische deel van Polen toenam. Woonden er rond 1800 nog maar enkele honderden mensen in het dorp, in 1873 waren het er al meer dan 8.000, en in 1890 meer dan 18.000, in 1914 meer dan 46.000. De bevolking was gemengder dan in de overige Oppersilezische steden. De grote meerderheid bestond uit Rooms-katholieken, maar een vijfde was luthers en vormde het dominante Duitse element, vooral afkomstig uit Neder-Silezië, 7% was Joods en vormde de grootste joodse gemeente in Opper-Silezië. De germanisering ging hand in hand met de verstedelijking en in 1910 gaf 87% aan Duits als eerste taal te spreken, maar daaronder moeten zich toch ook veel tweetaligen hebben bevonden. In de dorpen in de omgeving noemde daarentegen nog maar een minderheid van ca. 30% zich Duitstalig. 
Omdat de geallieerden na de Eerste Wereldoorlog niet zonder meer wilden toegeven aan de eis van het nieuw opgerichte Polen om geheel Opper-Silezië te mogen annexeren, werd op aandringen van Frankrijk in 1920 in de provincie een referendum gehouden om democratisch vast te kunnen stellen of het gebied zou worden toegewezen aan Polen of aan Duitsland. Twee jaren van ernstige ongeregeldheden tussen Duitse en Poolse nationalisten waren daaraan voorafgegaan. De uitslag was niet onverdeeld in het voordeel van Polen, waarvoor 40% van de stemgerechtigden zich uitspraken en zo werd besloten de provincie Opper-Silezië te verdelen. Hoewel in de stad bijna 80% van de inwoners voor Duitsland gestemd had (in de dorpen 45%), werd Kattowitz met haar achterland toch toegewezen aan Polen. In het interbellum werden Duitse bedrijven onteigend en werd een actieve verpoolsingspolitiek uitgevoerd. Duizenden Duitsers vertrokken omdat hun aanstellingen in het openbaar bestuur en het industriële management werden ingetrokken ten voordele van Polen. De overgebleven Duitse minderheid kreeg taalrechten die gegarandeerd werden door de Volkenbond maar met moeite gebruikt konden worden. Kinderen mochten bijvoorbeeld alleen op Duitstalige scholen ingeschreven worden als zij ook thuis Duits spraken en de ouders moesten daartoe controles toestaan. Katowice werd nu de belangrijkste stad van het Poolse deel van Opper-Silezië, dat de status van een autonome wojewodeschap kreeg. De stad verdubbelde haar inwonertal na annexatie van omringende dorpen tot 112.822.
Na de inval in Polen, in 1939, werd dit Poolse deel van Opper-Silezië door Duitsland geannexeerd. Tientallen als Poolse nationalisten beschouwde militanten werden opgespoord en standrechtelijk geëxecuteerd. De grote synagoge werd in brand gestoken en meer dan 8.000 Joden gedeporteerd naar kampen. De bevolking moest (opnieuw) de Duitse nationaliteit en de daaraan verbonden dienstverplichtingen aanvaarden.
Gedurende de Tweede Wereldoorlog heette de nieuwe provincie de 'Gau Oberschlesien'. Tot 1945 werd er gebruik van Pools in het openbaar verboden en gestraft. De stad werd in januari 1945 veroverd door het Sovjet-leger en weer aan Polen toegewezen. Tientallen Duitsers werden bij standrechtelijke executies op straat vermoord. Het grootste deel van de Duitstalige bevolking werd naar Duitsland uitgezet. Belangrijke vakkrachten moesten blijven. Tweetalige Sileziërs die (opnieuw) de Poolse nationaliteit wilden aanvaarden hoefden ook niet weg. In de jaren vijftig en zestig zouden velen van hen toch een uitreisvisum voor de BRD aanvragen. Een restant van de tweetaligen beschouwt zich als Duitse minderheid in Polen.  
Van 1953 tot 1956 heette Katowice Stalinogród, naar  Jozef Stalin. De stad kende weinig oorlogsverwoestingen maar veel gebouwen uit de Duitse tijd werden gesloopt om plaats te maken voor socialistische nieuwbouw, waaronder het flatblok Superjednostka, een van de grootste in zijn soort in Polen dat in 762 appartementen 2.800 bewoners kan herbergen. De geschiedenis van de stad werd herschreven, dat wil zeggen dat de autoriteiten, industriëlen en architecten die haar na 1860 vormgaven verdwenen. Zij pasten als kapitalisten en Duitsers niet in de communistische en de Pools-nationale voorstelling van de evolutie. Na 1990 kwam er weer aandacht en ruimte voor de niet-Poolse oprichters en vormgevers van de stad en dat bracht tot op heden ook discussie teweeg.  
Op 16 december 1981 kwamen mijnwerkers van de kolenmijn Wujek in Katowice in opstand tegen de staat van beleg die door het communistische regime van generaal Jaruzelski was uitgeroepen. De oproerpolitie sloeg de opstand neer en schoot daarbij negen mijnwerkers dood. In 2007 zijn de betrokken politiefunctionarissen veroordeeld tot gevangenisstraffen van 2,5 tot 11 jaar.
De bevolking van de stad steeg na de oorlog tot 367.000 inwoners in 1991. Dat aantal daalde daarna tot 307.000 in 2012 als gevolg van verminderde werkgelegenheid. Veel verouderde industrie werd in die periode gesaneerd en ingekrompen of opgeheven.
In december 2018 werd in de stad de 24e klimaatconferentie van de Verenigde Naties (COP24) gehouden. Een technische missie van de VN die Katowice eerder bezocht, oordeelde dat de stad ruim voldoende faciliteiten kan bieden voor een dergelijk evenement. Voor Katowice paste de conferentie in de reconversie van deze vroegere kolenmijnstreek.

## Vervoer
Er is een uitgebreid spoor en regionaal tramnet. De stad is vanuit de hoofdstad bereikbaar met snelle treinen die via de semi-hogesnelheidslijn, de CMK (Centralna Magistrala Kolejowa) rijden. De stad beschikt over een luchthaven die de regio verbindt met bestemmingen binnen en buiten Europa.
- Station Katowice
- Station Katowice Ligota
- Station Katowice Murcki
- Station Katowice Piotrowice
- Station Katowice Podlesie

## Indeling
Katowice bestaat sinds 1997 uit vijf stadsdistricten (zespoły dzielnic) die op hun beurt zijn verdeeld in 22 stadsdelen (dzielnice).
| I Binnenstad - 1. Śródmieście (Binnenstad) - 2. Koszutka - 3. Bogucice - 4. Osiedle Paderewskiego-Muchowiec II Noord - 5. Załęże - 6. Osiedle Witosa - 7. Osiedle Tysiąclecia - 8. Dąb - 9. Wełnowiec-Józefowiec III West - 10. Załęska Hałda-Brynów - 11. Brynów-Osiedle Zgrzebnioka - 12. Ligota-Panewniki | IV Oost - 13. Zawodzie - 14. Dąbrówka Mała (Klein Dombrowa) - 15. Szopienice-Burowiec - 16. Janów-Nikiszowiec - 17. Giszowiec V Zuid - 18. Murcki - 19. Piotrowice–Ochojec - 20. Zarzecze - 21. Kostuchna - 22. Podlesie |

## Sport
GKS Katowice is de professionele voetbalclub van Katowice en speelde vaak op het hoogste niveau, de Ekstraklasa. De club won drie keer de Poolse beker.
In 1976 werd het Wereldkampioenschap ijshockey in Katowice gespeeld en werd de wereldtitel er gewonnen door de Sovjet-Unie.
In 2016 was Katowice een van de vier speelsteden tijdens het EK handbal (mannen).
Vanaf 2014 wordt in Katowice jaarlijks de Intel Extreme Masters seizoensfinale gehouden. Dit is een internationaal e-sportsevenement.

## Geboren in Kattowitz-Katowice
- Kurt Goldstein (1878-1965), neuropsycholoog vluchtte als Jood in 1933 naar Amsterdam en later naar Amerika
- Hans Bellmer (1902-1975), fotograaf, beeldhouwer, graficus, kunstschilder en auteur. Zijn werk viel onder de 'entartete Kunst' van de nazistische cultuurpolitiek.
- Maria Goeppert-Mayer (1906-1972), Duits-Amerikaans natuurkundige en Nobelprijswinnares (1963)
- Günter Bachmann (1915-2011), door Adenauer aan het hoofd van het verdedigings- en veiligheidsapparaat van de BRD aangesteld
- Ernest Wilimowski (1916-1997), voetballer in Duitsland
- Richard Herrmann (1923-1962), voetballer in het Duitse elftal dat in 1954 het wereldkampioenschap behaalde
- Stanisław Szymecki (1924-2023), Rooms-katholiek geestelijke
- Marian C. Horzinek (1936-2016). hoogleraar virologie en dierziekten ziekten in Utrecht
- Henryk M. Broder (* 1946), journalist en publicist, ging 1957 naar Duitsland, daarna naar Israël en keerde weer terug naar Duitsland.
- Jerzy Montag (* 1947), advocaat in Duitsland en bestrijder rechts-extremisme
- Jerzy Kukuczka (1948-1989), bergbeklimmer
- Roman Ogaza (1952-2006), voetballer in Polen
- Krystyna Bochenek-Neuman (1953-2010), politica
- Jan Furtok (1962-2024), voetballer na 1988 bij Hamburg en Frankfurt
- Sławomir Skrzypek (1963-2010), directeur Poolse Nationale Bank
- Krzysztof Warzycha (*1964), voetballer in Polen en Griekenland
- Krzysztof Kciuk (*1980), darter
- Jacek Kowalczyk (*1981), voetballer in Pools nationaal elftal

## Stedenbanden
- Groningen (Nederland)
- Keulen (Duitsland)
- Miskolc (Hongarije)
- Mobile (Verenigde Staten)
- Odense (Denemarken)
- Ostrava (Tsjechië)
- Saint-Étienne (Frankrijk), sinds 1994